# Тензорне поле
Тензорне поле — це відображення, яке кожній точці простору ставить у відповідність тензор.

## Визначення
Формально тензорне поле можна визначити кількома способами.

### Визначення через поняття структури на многовиді
Використовуючи основне поняття диференціальної геометрії — структура на многовиді, — можна дати наступне визначення:
Нехай {\displaystyle V=\mathbb {R} ^{n}}, {\displaystyle V^{*}=\mathrm {Hom} \,(V,\;\mathbb {R} )} і {\displaystyle V_{q}^{p}=(({\overset {p}{\otimes }}V))\otimes (({\overset {q}{\otimes }}V^{*}))} — простір тензорів типу {\displaystyle (p,\;q)} з природним тензорним представленням групи {\displaystyle GL^{1}(n)=GL(n)}, тоді структура типу {\displaystyle V_{q}^{p}} є лінійною структурою першу порядку і називається тензорним полем (або тензорною структурою) типу {\displaystyle (p,\;q)}.

### Визначення через поняття тензорного розшарування
При визначенні тензорного поля можна відштовхуватися від поняття тензорного розшарування.
Тензорне поле — це перетин тензорного розшарування {\displaystyle T^{p,\;q}(M)} на диференційовному многовиді {\displaystyle M}, ізоморфного в загальному випадку тензорному добутку дотичних та кодотичних розшарувань
{\displaystyle T^{p,\;q}(M)\cong {\overset {p}{\otimes }}T(M)\otimes {\overset {q}{\otimes }}T(M)^{*}.}

### Нестрогі визначення
Менш формально тензорне поле можна розглядати як відображення, яке кожній точці розглянутого многовиду {\displaystyle M} ставить у відповідність тензор постійної валентності.

### Область застосування
Поняття тензорного поля природним чином виникає в механіці та фізиці суцільних середовищ при описі анізотропних середовищ. Поняття тензорного поля знаходить застосування у всіх прикладних науках, де такі середовища розглядаються і вивчаються. Воно входить у математичний апарат загальної та спеціальної теорії відносності.

## Розширене тензорне поле
Поняття розширеного тензорного поля виникає в результаті розширення поняття тензорного поля у викладеному вище сенсі.

### Нестрогі означення
Простіше за все розуміти таке розширення виходячи з нестрогого визначення, згідно з яким тензорне поле — це відображення, яке ставить у відповідність кожній точці {\displaystyle \displaystyle x} многовиду {\displaystyle \displaystyle M} деякий тензор фіксованої валентності {\displaystyle \displaystyle (p,q)}, віднесений до цієї точки {\displaystyle \displaystyle x}. Нехай тепер {\displaystyle \displaystyle {\tilde {M}}} — деякий інший многовид, який є лінійним розшаруванням над {\displaystyle \displaystyle M}, і нехай {\displaystyle \displaystyle \pi :{\tilde {M}}\to M} — канонічна проєкція для такого многовиду. Тоді розширене тензорне поле — це відображення, яке ставить у відповідність кожній точці {\displaystyle \displaystyle y} у многовиді {\displaystyle \displaystyle {\tilde {M}}} деякий тензор фіксованого валентності {\displaystyle \displaystyle (p,q)} на {\displaystyle \displaystyle {\tilde {M}}} віднесений до точки {\displaystyle \displaystyle x=\pi (y)}.